# Mandala Drum

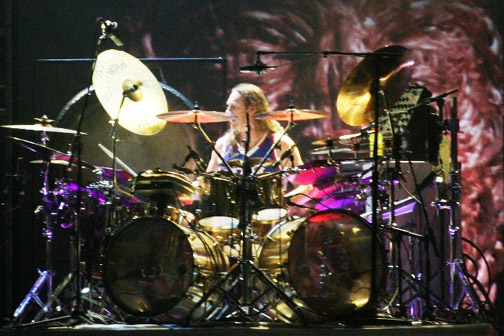
Барабанщик Tool Денні Кері використовує сім фіолетових педів Mandala

Mandala Drum — електронний барабанний пед виробництва компанії Synesthesia.
Розробка інструменту розпочалася 2002 року. Компанія була зосереджена на створенні педа, який мав би 127 рівнів чутливості, починаючи від центру педа і до його краю, при цьому маючи високу швидкість передачі даних по MIDI-інтерфейсу. 2006 року вийшла перша версія Mandala Drum, яка мала вбудований «аудіомозок» та п'ятиканальний MIDI-вихід. 2007 року вийшла друга частина продукту з покращеними можливостями, яка мала USB-вихід та містила програмне забезпечення Virtual Brain для конфігурації. 2012 року вийшла версія mk2.9 із оновленою поверхнею педа та новою версією ПЗ Virtual Brain. 2017 року почалася робота над прототипом третьої версії Mandala Pad, яка вийшла в продаж на початку 2024 року.
В електронному журналі Sound on Sound відзначили візуальний інтерфейс програмного забезпечення Virtual Brain для Mandala Pad V2, велику кількість вбудованих звуків та можливість використання як DAW або MIDI-контролер, проте зауважили, що відсутність індикації зон на педі ускладнює його використання: «Хоча ним не завжди легко точно керувати, Mandala є дуже креативним і зручним для музиканта елементом комплекту, який може додати новий рівень інтересу до виконання або запису». На сайті CNET другу версію Synesthesia Mandala USB Drum оцінили на 7,0 балів (з 10), назвавши міцним продуктом з погляду фізичної комплектації, але поскаржившись на вади процесу інсталяції та недосконалий інтерфейс програмного забезпечення. На сайті Music Radar продукт отримав оцінку чотири зірки з п'яти: було відзначено його привабливу ціну ($349), а також можливість розширення діапазону звичайної ударної установки за допомогою нового електронного перкусійного елементу.
Серед професійних музикантів, які брали участь у розробці Mandala Drum та використовують їх під час виступів — Денні Кері з рок-гурту Tool.